# Ron Champion
Ron Champion Limited war ein britischer Hersteller von Automobilen.

## Vorgeschichte
Ron Champion war Lehrer in Oundle in Northamptonshire. Er schrieb etwa 1995 das Buch Build Your Own Sports Car for as Little as £250. Darin wurde der preisgünstige Bau eines Sportwagens für den Selbstbauer beschrieben. Diese Fahrzeuge wurden Locost genannt. Im Laufe der Zeit stellte sich heraus, dass viele Interessierte ein käufliches Fahrgestell wünschten.

## Unternehmensgeschichte
Das Unternehmen wurde am 27. März 2000 von der Bhardwaj Corporates Services Limited in Northwood im Londoner Stadtteil London Borough of Hillingdon gegründet. Ron Champion und Clive Jefferson wurden am Folgetag Direktoren. Sie begannen mit der Produktion von Automobilen und Kits. Der Markenname lautete weiterhin Locost. Am 5. Mai 2000 zog das Unternehmen nach Peterborough in der Grafschaft Cambridgeshire. Das Unternehmen wurde am 21. Januar 2003 aufgelöst.

## Fahrzeuge
Das wichtigste Modell Locost trug keinen Modellnamen. Es war ein zweisitziger Roadster im Stil des Lotus Seven. Luego Sports Cars setzte die Produktion von 2002 bis 2005 fort und verwendete den Markennamen Luego. Insgesamt entstanden etwa 150 Fahrzeuge dieses Modells.
Der Locost 11 war ähnlich konzipiert. Dies war die Nachbildung des Rennsportwagens Lotus Eleven. Dieses Modell fand zwischen 2000 und 2001 etwa 14 Käufer.